# Wilhelmstraße (Berlin-Mitte)
Wilhelmstraße is een straat in de Berlijnse stadsdelen Mitte en Kreuzberg. De straat maakt deel uit van de historische stadswijk Dorotheenstadt. Van het midden van de 19e eeuw tot 1945 was de straat het bestuurlijk centrum van Pruisen en vervolgens het Duitse Rijk, met onder meer de Rijkskanselarij, het Rijkspresidentenpaleis en het ministerie van buitenlandse zaken.
De Wilhelmstraße loopt van Reichstagufer tot aan de kruising met Stresemannstrasse, nabij de Hallesches Ufer, een afstand van ongeveer 2 km. De straat wordt gekruist door Unter den Linden, de  Behrenstraße, de Leipziger Straße en de Zimmerstraße, die ten westen van de Wilhelmstraße,  Niederkirchnerstraße  wordt (vóór de Tweede Wereldoorlog Prinz-Albrecht-Straße). Sinds het begin van de 18e eeuw liep er hier een straat die tot 1740  Husarenstraße genoemd, die de vervolgens de naam  Wilhelmstraße kreeg, ter ere van  koning  Frederik Willem I van Pruisen, die veel had gedaan voor de ontwikkeling van het gebied.

## Galerij

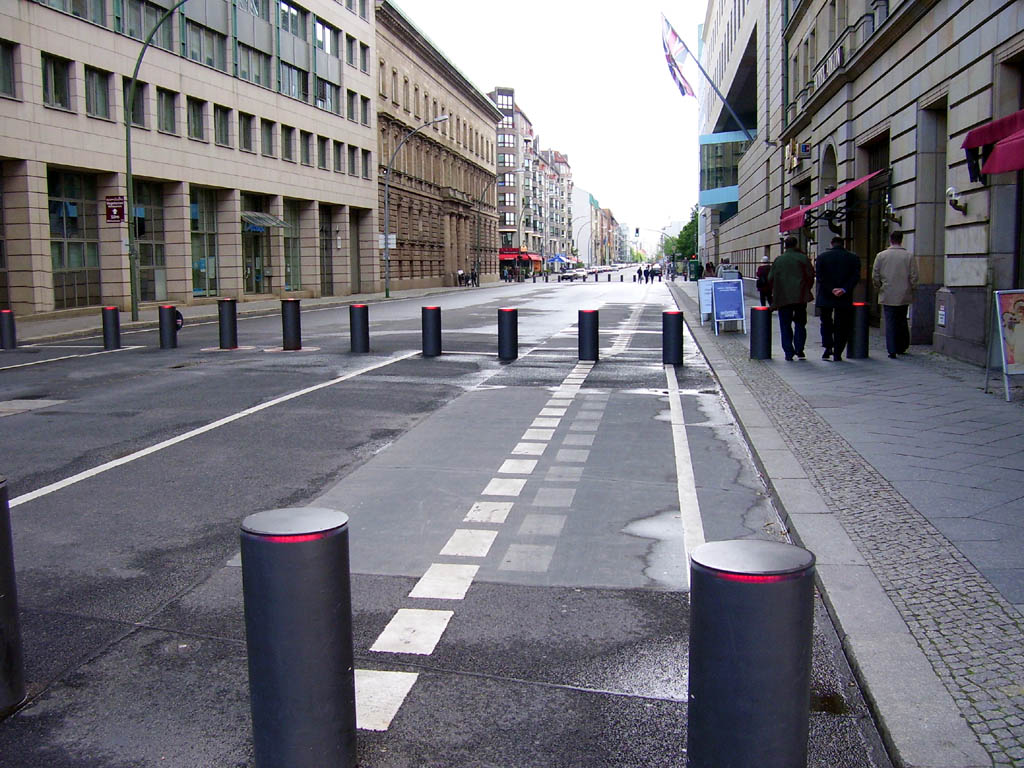
Rechts de Britse ambassade
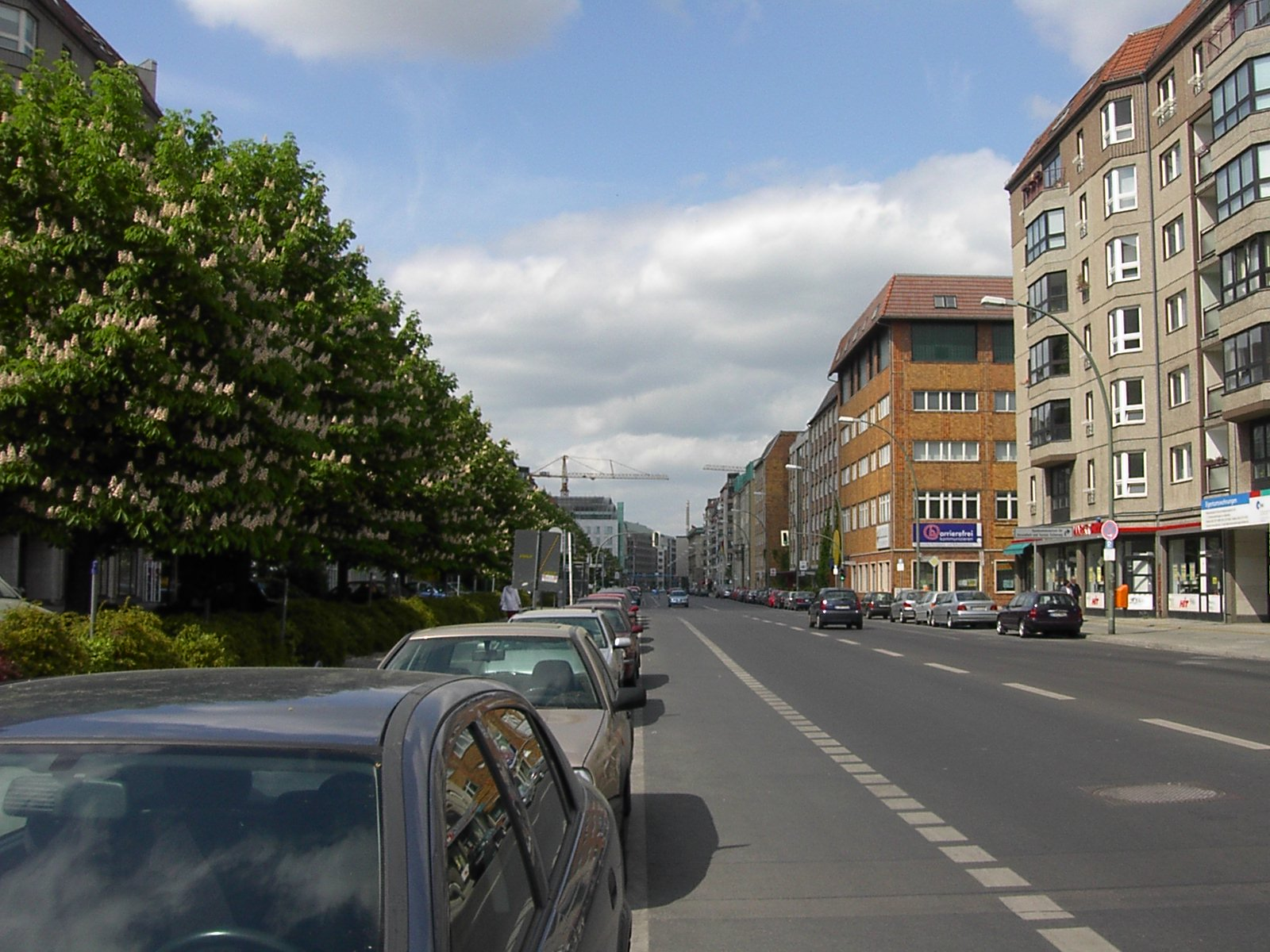
In noordelijke richting
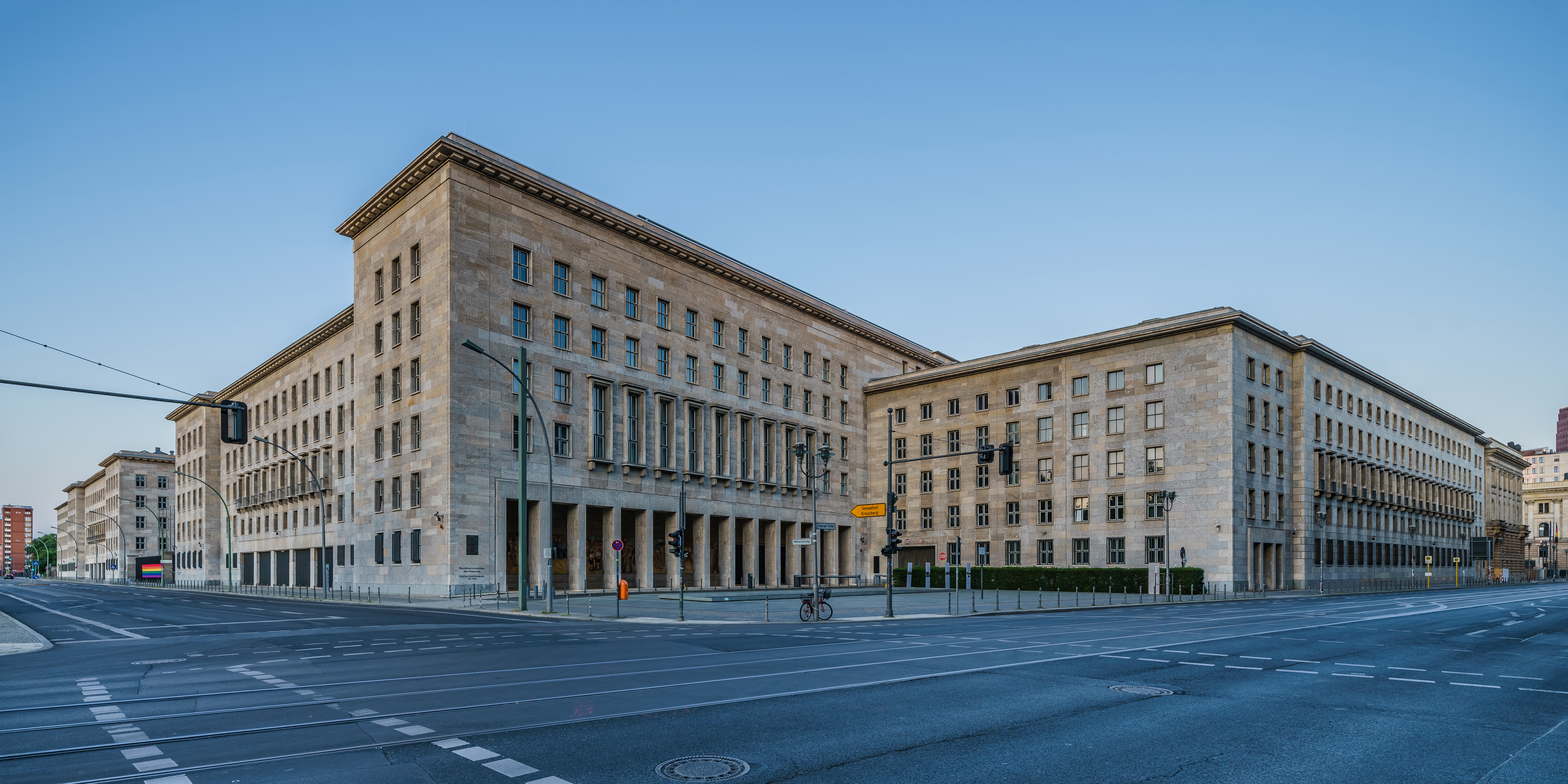
Ministerie van Financiën
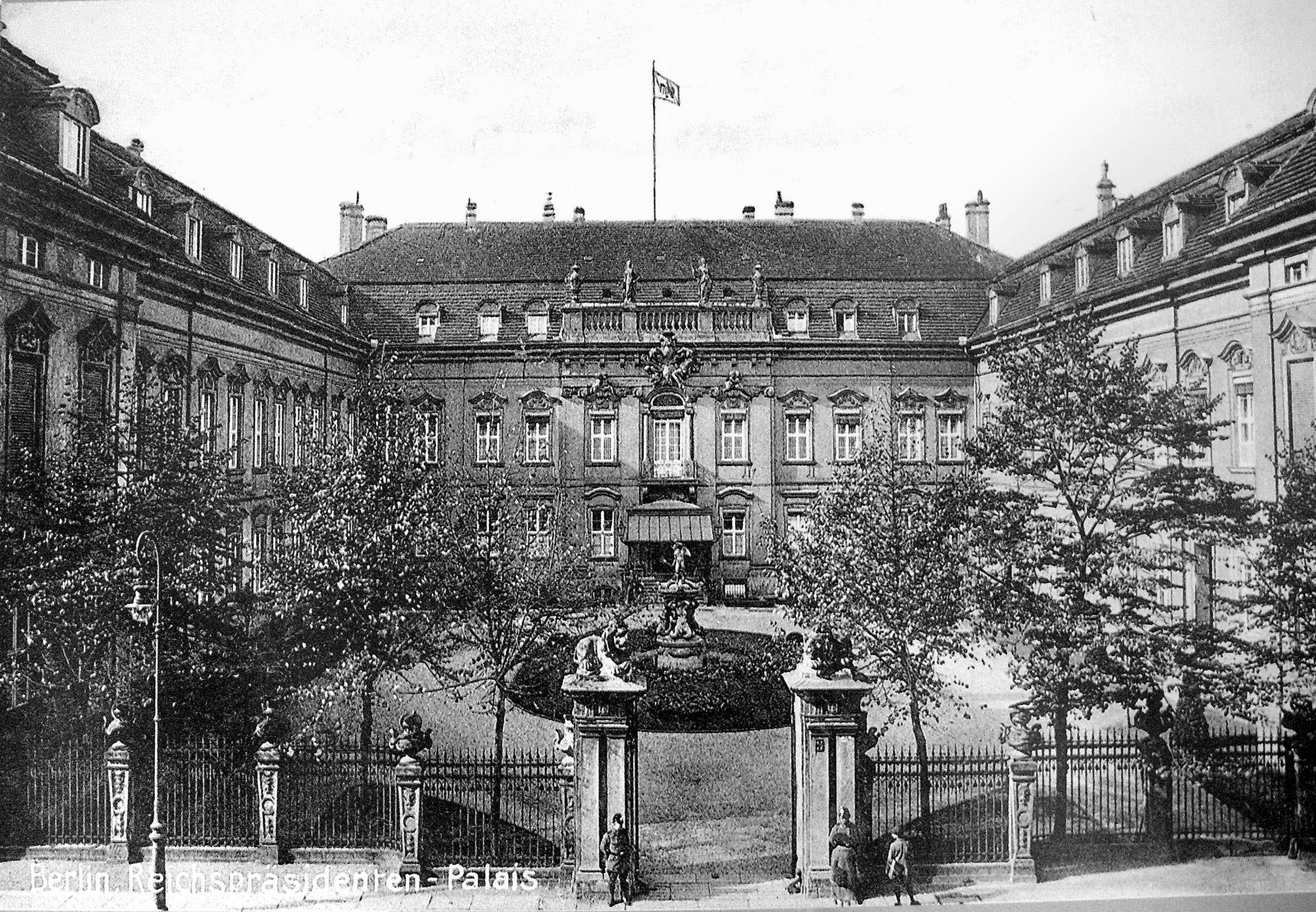
Rijkspresidentenpaleis
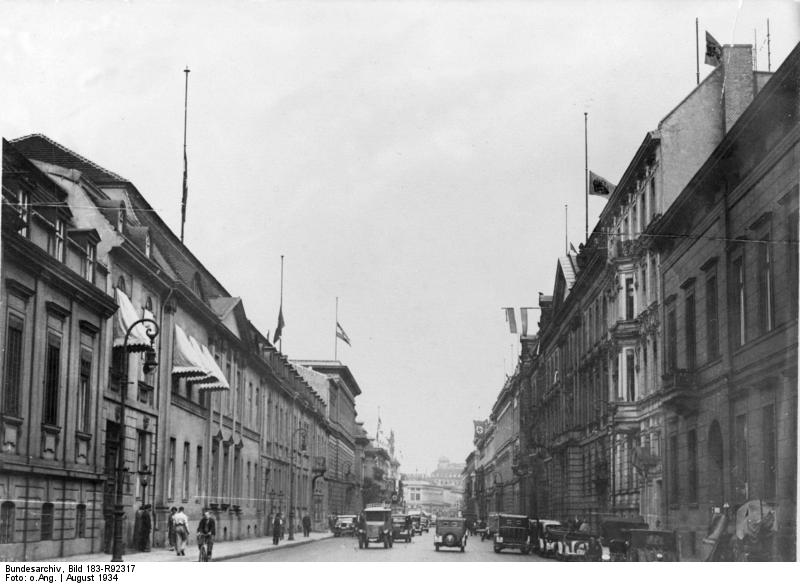
In 1934